# Federalna novinska agencija
Federalna novinska agencija (FENA) je novinska agencija Federacije Bosne i Hercegovine.
Agencija je uspostavljena uredbom Vlade Federacije BiH 2000. godine. Agencija je nastala spajanjem agencije „BH Press” i agencije „Habena”.
Članica je Europskog saveza novinskih agencija te Asocijacije balkanskih novinskih agencija (ABNA).

### Mrežna sjedišta
- O agenciji. FENA. Pristupljeno 26. svibnja 2025.

## Vanjske poveznice
- Službene mrežne stranice